# Кушах-Чан-Кинич
Кушах-Чан-Кинич — правитель Саальского царства древних майя со столицей в Наранхо.

## Биография
Кушах-Чан-Кинич был преемником Ах-Восаль-Чан-Кинича. Дата начала его правления неизвестна, но вероятно он начал править после смерти своего предшественника в 615 году.
При его правлении начались войны с царством Канту. Первая война произошла в 626 году, за местность под названием «Холмы Ко». В 626-627 годах войска Сааля проигрывают. Считается, что в этом Канту существенно помог Кануль. В 630 году Сааль смог нанести поражение врагу, но в 631 году была захвачена столица Наранхо и убит Кушах-Чан-Кинич.
Его преемником стал Какх-Чан-Чак.